# 泉谷星奈
泉谷星奈（日语：／ Izutani Rana，2017年6月15日—），是日本神奈川縣出身的童星，隸屬於戲劇學院公司。

## 生平
2017年，經過試鏡，她以嬰兒模特兒身份進入戲劇學院公司。
2018年，她首次出演電視劇《平成細雪》，飾演嬰兒。
2024年，從超過100名候選者中被選中，出演富士月九電視劇《海的開始》，飾演男主角的女兒，開始受到關注。

## 人物
她的專長是芭蕾舞。

## 獎項
- 日刊體育電視劇大獎2024夏季女配角獎-《海的開始》。

## 演出作品

### 電視劇
- 平成細雪（NHK BS Premium，2018年1月7日-2018年1月28日）-妙子（嬰兒）
- 兩個祖國（東森電視台，2019年3月23日-2019年3月24日）-貝迪的角色

## 外部鏈接
- 泉谷星奈的Instagram帳戶